# Mercado Israel Lewites
El Mercado Israel Lewites es un importante centro de comercio popular del oeste de Managua, Nicaragua. Su nombre rinde homenaje al comandante sandinista Israel Lewites, y ha sido un polo de actividad comercial y distribución de productos diversos desde su fundación en 1982.

## Historia
Fue inaugurado a inicios de la década de 1980 en un sector de crecimiento urbano del Distrito II, como parte de un proyecto del gobierno revolucionario para descentralizar los grandes centros de comercio de la capital. Su ubicación estratégica, cerca del antiguo paso a desnivel El Paraisito, lo ha convertido en un punto de abastecimiento clave para barrios como Batahola, Altagracia, San Judas y El Riguero.

## Infraestructura y productos
El mercado cuenta con más de 1,100 tramos o puestos, distribuidos en áreas techadas y sectores al aire libre. Se comercializan productos como frutas, verduras, granos básicos, carnes, ropa, productos de higiene, cosméticos y accesorios. También hay una amplia zona de comedores y fondas con gastronomía popular nicaragüense.
Posee servicios básicos como baños, seguridad, limpieza y estacionamiento. En su entorno también se ubican pequeños talleres, farmacias y bodegas.

## Transporte y conectividad
El mercado es accesible por la Pista La Solidaridad y es atendido por varias rutas de buses de Managua como la 106, 112, 114 y 117. También conecta con mototaxis y taxis colectivos. Su cercanía a vías principales permite flujo constante de comerciantes y compradores.

## Retos y mejoras
Entre los retos que enfrenta se incluyen el manejo de desechos, el ordenamiento de ventas ambulantes, mejoras en techado y drenaje. La Alcaldía de Managua ha ejecutado trabajos de rehabilitación, pintura de fachadas y campañas de higiene con participación activa de los comerciantes organizados.